# Faro de Hel
El faro de Hel es un faro de Polonia ubicado en el mar Báltico, en la península de Hel, en el voivodato de Pomerania. Fue construido e iluminado en 1827. Es una torre octagonal con linterna, pintada de rojo, emite un destello casa 5 segundos. Es un punto de referencia para los navegantes del golfo de Gdansk, a unas 72 km del sureste de Władysławowo.

## Historia
La península de Hel se halla en un lugar estratégico en las rutas de navegación hacia la ciudad de Gdansk. Se sabe que en el siglo XVI se encendían fuegos en la torre de la iglesia de Hel para orientación de los barcos. En 1638 la población de Hel solicitó a las autoridades de Gdansk la construcción de un faro. Desde 1640 diversas estructuras de madera donde se colgaban calderas de cobre donde se encendían un fuegos de carbón fueron usadas como faros siendo destruidas y reconstruidas varias veces debido a incendios y tormentas.
Los cimientos para el primer faro moderno en Hel fueron puestos en 1806, pero las Guerras Napoleónicas detuvieron la construcción del mismo no terminándose las obras y poniéndose en servicio hasta 1827. Era de ladrillo pintado de blanco, de 41 metros de altura, y sus lámparas estaban alimentadas con aceite vegetal. Sin embargo el lugar no era el más idóneo ya que cuando los barcos doblaban el cabo Rozewie, no llegaban a avistar el faro de Hel oculto por los árboles y embarrancaban entre Jastarnia y Hel, motivo por el que se decidió en 1872 instalar en un nuevo faro en Jastarnia Bór. En 1903 fue instalado un cañón para efectuar una señal sonora en tiempo de niebla. En 1929 fue pintado con dos grandes franjas rojas para hacerlo más visible a los aviones y en 1938 fue electrificado e instalada una lámpara de 3000 w. 
El faro fue destruido por las propias fuerzas polacas en septiembre de 1939, al comienzo de la Segunda Guerra Mundial, la construcción actual fue hecha por alemanes al año siguiente. Actualmente es considerado un monumento histórico de Polonia y una atracción turística abierta al público, a la que se accede caminando y ofrece una vista inigualable de la península.

## Características

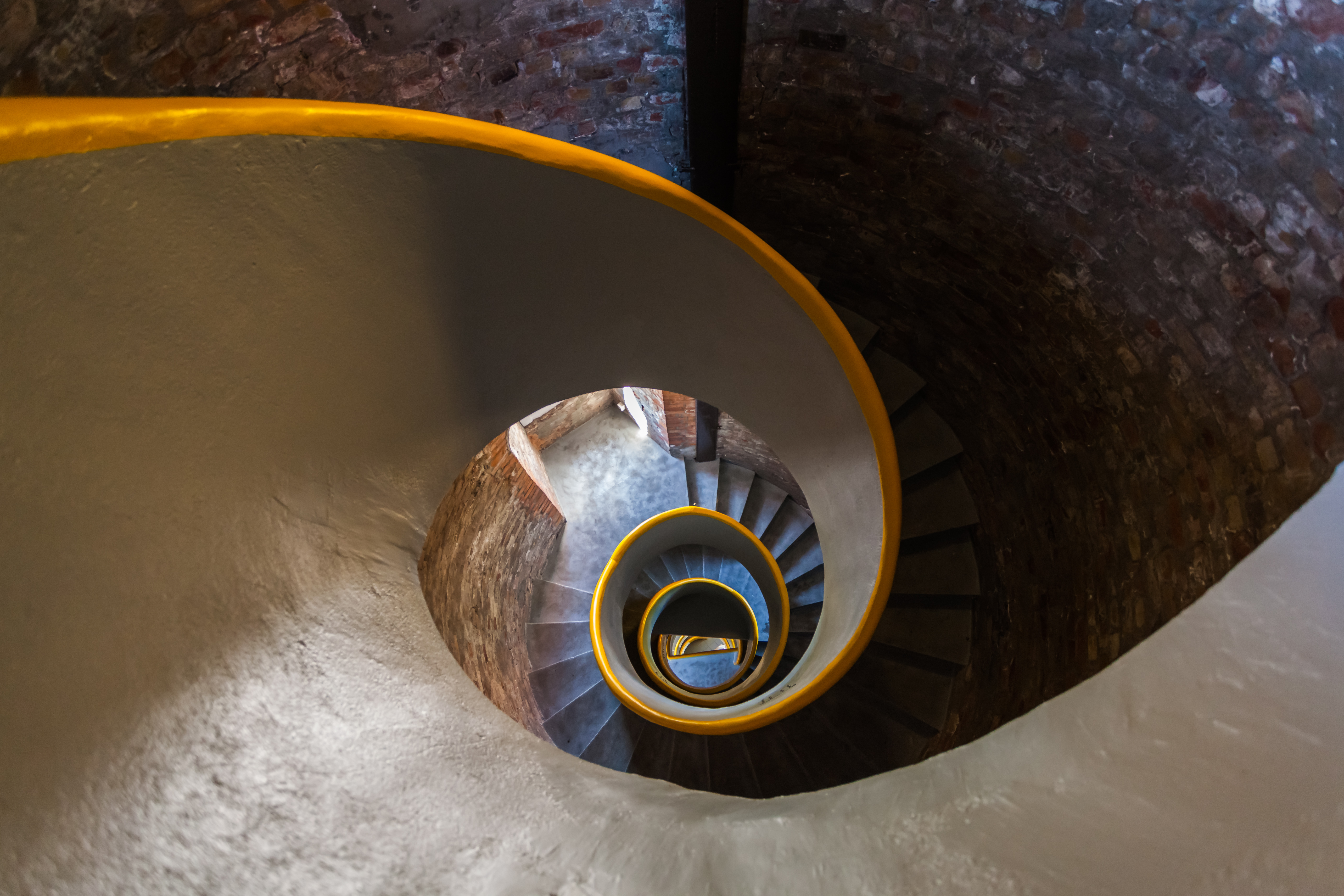
Escalera del faro en 2013.

Es una torre octagonal pintada de rojo, con linterna y galería, de 40 metros de altura. Emite una luz blanca en isofase de 10s, es decir, está iluminado durante 5 segundos y en oscuridad otros 5 segundos. Su alcance nominal nocturno es de 17 millas náuticas.